# Espace (notion)
Pour les articles homonymes, voir espace.
 (août 2011).
Si vous disposez d'ouvrages ou d'articles de référence ou si vous connaissez des sites web de qualité traitant du thème abordé ici, merci de compléter l'article en donnant les références utiles à sa vérifiabilité et en les liant à la section « Notes et références ».
L'espace se présente dans l'expérience quotidienne comme une notion de géométrie et de physique qui désigne une étendue, abstraite ou non. Conceptuellement, il est le plus souvent synonyme de contenant aux bords indéterminés. Le phénomène[Lequel ?] reste en lui-même indéterminé car nous ne savons pas s'il manifeste une structure englobante rassemblant toutes les choses et les lieux ou bien s'il ne s'agit que d'un phénomène dérivé de la multiplicité des lieux[En quoi ?].

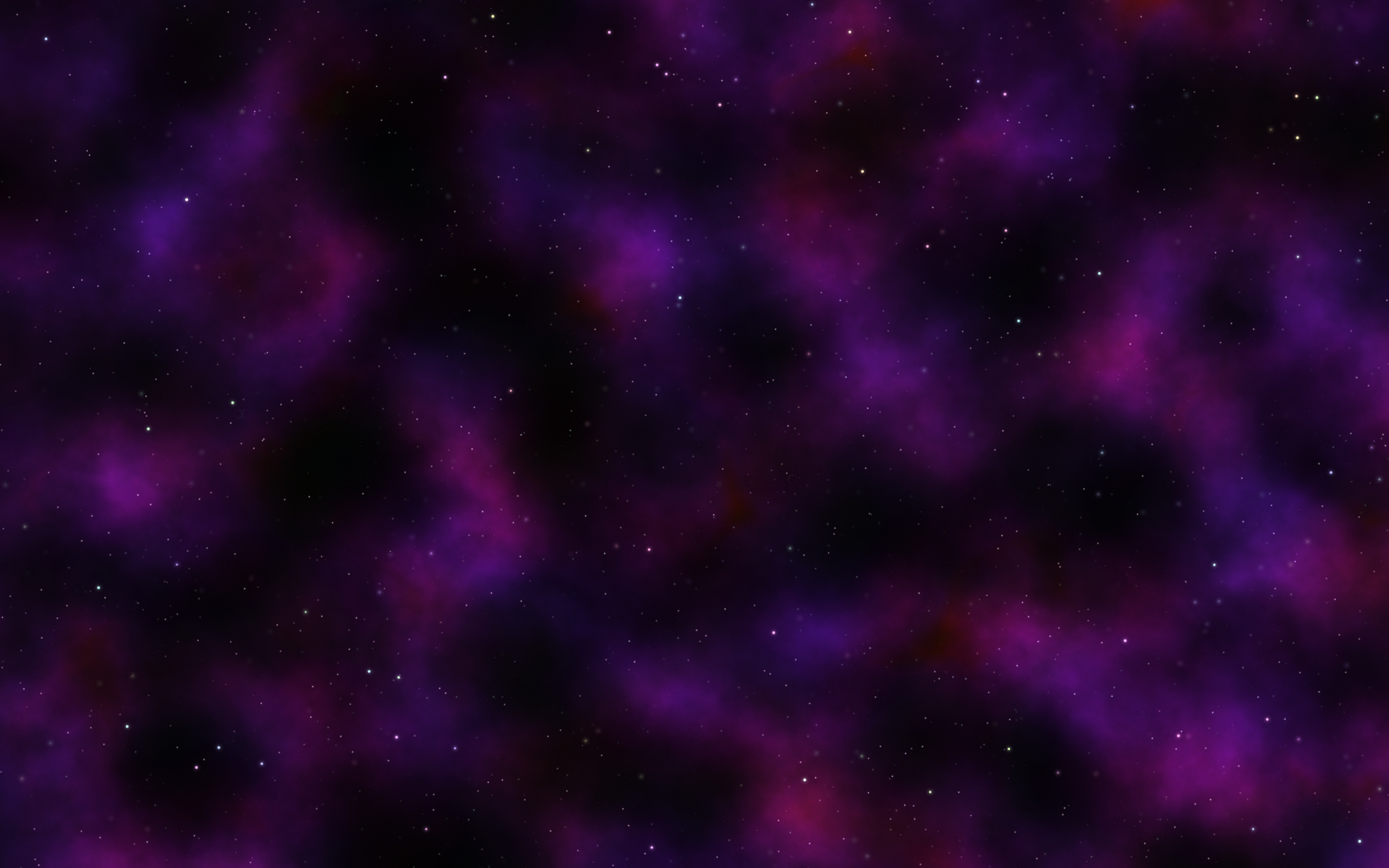

Avant d'être un concept de mathématiques et de physique, l'espace a d'abord été une interrogation majeure des philosophes. De nos jours l'espace, qui semble s'être retiré du champ philosophique, prend de nombreux sens précis et propres à de multiples disciplines scientifiques dérivées de la géométrie. L'espace figure alors, de manière générale, un Tout ensembliste, mais structuré : le domaine de travail[incompréhensible].
On parle encore d'espace pour désigner une certaine distance (l’espace entre deux personnes), une certaine surface (ce parc naturel couvre un espace considérable) ou un certain volume (ce placard occupe un grand espace).

## Étymologie
Le mot vient du latin spatium, qui a deux significations : elle désigne l'arène, les champs de courses mais aussi une durée. En ancien et moyen français, espace signifiait plutôt un laps de temps, une durée  : le soleil occupait tout l'espace du jour.

## Géométrie
L'espace est d'abord une notion de géométrie. Pendant longtemps (et aujourd'hui encore en géométrie pure), le géomètre s'attacha à conceptualiser l'espace (tridimensionnel) sensible (c'est-à-dire l'Espace de l'astronome). Cet espace a pour composants fondamentaux : le point, la droite et le plan. Il fut d'abord euclidien jusqu'à l'invention de géométries non-euclidiennes. Dans tous les cas, l'espace conserve une apparence euclidienne à petite échelle.
Par ailleurs, la géométrie analytique a introduit la notion de dimension de l'espace, et développa une géométrie multidimensionnelle (de dimension finie, puis infinie).
Enfin, la géométrie moderne s'est enrichie de la topologie et peut désormais être pleinement qualifiée de science de l'espace.
Diverses disciplines dérivées de la géométrie, tant en physique qu'en mathématiques, donne à "leur espace" un sens plus particulier :

## Physique
En physique, la notion d’espace (et la façon dont celui-ci est modélisé mathématiquement) varie en fonction des conditions expérimentales :
- En mécanique classique, dont les lois expliquent la quasi-totalité des phénomènes survenant à échelle humaine, l’espace est modélisé comme un espace euclidien de dimension 3 ;
- La relativité restreinte introduit un lien entre l’espace et le temps par l'intermédiaire de la vitesse limite c. L’espace-temps y est modélisé par un espace pseudo-euclidien appelé Espace de Minkowski. Ces lois ne s’appliquent que dans un cadre restreint (pas de champ de gravitation) ;
- En relativité générale, qui étend la relativité restreinte en intégrant la courbure de l'espace temps par la présence de masse ou d'énergie ; l’espace, la matière-énergie et le temps sont liés. L’espace-temps est modélisé mathématiquement par une variété de dimension 4, dont la courbure dépend du potentiel de gravitation. L’espace osculateur (approximation de l’espace sur de petites distances et de petites durées, en ignorant la courbure) est un Espace de Minkowski. Les prédictions de la relativité générale ne s’écartent sensiblement des prédictions de la mécanique classique qu'en présence de champs de gravitation (avance du périhélie de mercure, décalage entre deux horloges atomiques dans le champ de gravitation terrestre, etc.) ;
- En mécanique quantique, qui étudie les phénomènes à des tailles tellement petites que les changements d’états ne sont plus continus, mais se font par saut (les quanta), l’espace est modélisé comme un espace euclidien de dimension 3, mais la notion de position n’existe plus, et est remplacée par la notion de fonction d'onde, ou nuage de probabilité. Position et mouvement y sont liés par le principe d'incertitude d'Heisenberg qui postule qu’ils ne peuvent être connus simultanément avec précision, ce qui rend impossible toute notion de trajectoire d’une particule. Bien qu’efficace pour prédire les phénomènes, cette modélisation pose des problèmes d’interprétation (voir par exemple École de Copenhague). Pour les calculs, la mécanique quantique ne considère pas la position du système étudié, mais son état. Les états des systèmes sont modélisés mathématiquement dans un espace de Hilbert. Dans cet espace aussi, les mouvements (changements d'état) sont discontinus.

L’espace physique, ou espace-temps, soulève plusieurs questions philosophiques :
- L’espace est-il absolu ou relatif ? En d’autres termes, que se passerait-il si l’on poussait l’univers entier de trois mètres dans une direction ? Pour la physique, l’espace-temps est relatif, et un résultat théorique majeur (Théorème de Noether) montre que cela explique les lois de conservation du moment cinétique, de la quantité de mouvement et de l’énergie ;
- L’espace possède-t-il une géométrie propre ou la géométrie de l’espace est-elle uniquement une convention ?

La question des caractéristiques de l’espace avait été abordée par :
- Isaac Newton (l’espace est absolu) ;
- Gottfried Leibniz (l’espace est relatif) ;
- Henri Poincaré (la géométrie de l’espace est une convention) ;
- Albert Einstein (la géométrie relative de l'espace est la gravitation).

## Mathématiques
En mathématiques, un espace est un ensemble muni de structures supplémentaires remarquables, permettant d'y définir des objets analogues à ceux de la géométrie usuelle. Les éléments peuvent être appelés suivant le contexte points, vecteurs, fonctions… En voici quelques exemples.
- Un espace topologique est un ensemble muni d'une structure très générale (la topologie), qui permet de définir la notion de voisinage d'un point. Cette structure offre le langage pour définir les notions de continuité et de limite.
- Un espace métrique est un espace topologique dont la topologie est définie au moyen d'une distance. Cette dernière permet d'estimer la taille d'un ensemble (diamètre), la proximité par rapport à un point, etc.
- Un espace uniforme est un espace topologique dont la topologie est définie par un ensemble d'écarts finis (plus une condition de séparation). Les espaces uniformes comprennent notamment les groupes topologiques.
- Un espace vectoriel est un ensemble dont les éléments, les vecteurs, peuvent s'additionner et être multipliés par des scalaires. Sur un corps donné, les espaces vectoriels se classifient par leur dimension, par définition le cardinal de n'importe quelle base. Un espace affine est de manière informelle un espace vectoriel pour lequel la position du vecteur nul a été oubliée. Cette structure autorise à parler de linéarité.
- Un ensemble muni à la fois d'une structure d'espace vectoriel et d'une structure d'espace topologique, compatibles entre elles en un certain sens, s'appelle un espace vectoriel topologique. 
  - Un espace vectoriel normé est un espace vectoriel topologique dans lequel on dispose d'une notion de longueur d'un vecteur, une norme, ce qui en fait en particulier un espace métrique. Mais certains espaces vectoriels topologiques sont métrisables sans que pour autant leur topologie puisse être définie par une norme.
  - Un espace vectoriel topologique localement convexe est un espace vectoriel topologique pour lequel la topologie est définie par un ensemble de semi-normes.
  - Un espace (DF) est un type d'espace localement convexe ;
- Un espace de Minkowski est un espace vectoriel de dimension 4, muni d'un produit interne (multiplication entre vecteur), de signature (+, -, -, -). Ce produit interne permet de définir la notion d'orthogonalité. Interprété en tant que distance à un point donné (bien que ce ne soit pas une distance au sens mathématique), ce produit interne sépare l'espace en deux parties: l'espace des points pour lesquels une distance existe, et l'espace des points 'inaccessibles'. Interprétés dans le cadre de la relativité restreinte, les points de cet espace temps (position, date) inaccessibles sont ceux qu'il est impossible d'atteindre sans dépasser la vitesse de la lumière.
- Un espace vectoriel symplectique est un espace vectoriel de dimension finie, muni d'une forme bilinéaire antisymétrique et non dégénérée.
- En théorie des probabilités (mais également en théorie de la décision), l'espace des évènements élémentaires est appelé l'univers. C'est, en quelque sorte, l'espace de travail. L'univers muni d'une mesure sur une tribu forme un espace probabilisé.

## Théorie de la connaissance
Voir l'article détaillé Théorie de la connaissance.
Selon la Théorie de la connaissance, l'espace est la forme de notre expérience sensible. C'est un milieu idéal, c'est-à-dire une structure de l'esprit, qui contient nos perceptions et où nous localisons le mouvement et les corps. Dans l'expérience quotidienne, l'espace est homogène, isotrope, continu et illimité. 
On distingue l'espace psychologique et l'espace mathématique. L'espace psychologique peut être divisé en espaces visuel, tactile, musculaire, etc.

## Terminologie de Bergson
Henri Bergson définit dans ses ouvrages l’espace comme l’ensemble des distances entre les points qui s’y trouvent. Cette définition personnelle est contestée par Bertrand Russell qui n’y voit qu’un mauvais procédé pour découvrir des propriétés certes surprenantes, mais qui ne s’appliquent pas à l’espace au sens que nous donnons dans la vie courante à ce mot.